# 造岩鉱物
造岩鉱物（ぞうがんこうぶつ、英語: rock-forming minerals）は、主要な岩石を構成する鉱物のことである。
鉱物の数は膨大であるが、造岩鉱物として主要なものはわずか数十にすぎないといわれる。ほとんどの岩石は、ほぼ造岩鉱物のみからできている。

## 固溶体
造岩鉱物について特筆すべきことは、その大多数が固溶体であることである。固溶体とは、均質なる結晶（固体）でありながら、若干の合分が混和して構成されたと考えられるものである。その形はAxByCz...で表わされるもの。である。（ただし、固溶体の構成成分をA,B,C...とし、x,y,zの値に連続的な変化がある。

## 無色鉱物と有色鉱物
造岩鉱物は、その色の違いにより、無色鉱物と有色鉱物に分けられる。
無色鉱物は主に長石類や石英などから成り、顕微鏡下では無色透明である。相対的に無色鉱物を多く含み白っぽく見える岩石を優白質岩と呼ぶ。
有色鉱物は主に輝石類、カンラン石類、角閃石類、雲母類などから成り、顕微鏡下では茶色、緑色、赤色など様々な色を示す。同じ鉱物であっても微量成分の違いによって異なる色を示すことがある。有色鉱物には鉄やマグネシウムなどの金属が多く含まれる。相対的に有色鉱物を多く含み黒っぽく見える岩石を優黒質岩と呼ぶ。

## 主要造岩鉱物
長石類、石英、角閃石、輝石、雲母類、カンラン石をまとめて主要造岩鉱物という場合がある。このとき、主要造岩鉱物以外の造岩鉱物を副成分鉱物という。